# Martin Hersman
Martinus Anthonius Johannes Maria „Martin” Hersman (ur. 26 lutego 1974 w Sassenheim) — holenderski łyżwiarz szybki, dwukrotny medalista mistrzostw świata.

## Kariera
Pierwszy sukces w karierze Martin Hersman osiągnął w 1996 roku, kiedy zdobył brązowy medal w biegu na 1500 m podczas dystansowych mistrzostw świata w Hamar. W zawodach tych wyprzedzili go jedynie jego rodak Jeroen Straathof oraz Ådne Søndrål z Norwegii. W tym samym roku zdobył również brązowy medal na mistrzostwach Europy w wieloboju w Heerenveen, plasując się za Rintje Ritsmą i Idsem Postmą. Na rozgrywanych rok później dystansowych mistrzostwach świata w Warszawie trzecie miejsce zajął naw biegu na 1000 m. Lepsi okazali się tylko Ådne Søndrål i kolejny Holender, Jan Bos. Na tych samych mistrzostwach był czwarty na dystansie 1500 m, przegrywając walkę o medal z Nealem Marshallem z Kanady. Dziesięciokrotnie stawał na podium zawodów Pucharu Świata, odnosząc przy tym jedno zwycięstwo: 25 listopada 1995 roku w Berlinie wygrał bieg na 1500 m. Najlepsze wyniki osiągnął w sezonie 1997/1998, kiedy był czwarty w klasyfikacji końcowej 1500 m. W 1994 roku uczestniczył w igrzyskach olimpijskich w Lillehammer, gdzie w swoim jedynym starcie, biegu na 1500 m, zajął ósme miejsce. Na rozgrywanych cztery lata później igrzyskach w Nagano był dwunasty na 1000 m i szósty na 1500 m.

## Rekordy życiowe
| Dystans  | Czas     | Data             | Miejsce |
| -------- | -------- | ---------------- | ------- |
| 500 m    | 36,38    | 27 stycznia 2002 | Calgary |
| 1000 m   | 1.10,17  | 27 stycznia 2002 | Calgary |
| 1500 m   | 1.46,76  | 26 stycznia 2002 | Calgary |
| 3000 m   | 3.46,81  | 11 sierpnia 2002 | Calgary |
| 5000 m   | 6.31,62  | 28 stycznia 2002 | Calgary |
| 10 000 m | 14.01,42 | 7 lutego 1999    | Hamar   |
| Źródło:  |          |                  |         |